# Mr. Zoob
Mr. Zoob (inne wersje pisowni: Mr Zoob, Mr Z'OOB, Mr Z'oob) – polski zespół grający alternatywnego rocka, znany z takich utworów jak „Kartka dla Waldka” i „Mój jest ten kawałek podłogi”. Muzyka Mr. Zooba to mieszanka rocka, ska, reggae. Teksty piosenek Mr. Zoob opierają się na humorze i pastiszu.
Nazwa zespołu powstała przypadkowo i stanowi zbitek słów nie mających żadnego znaczenia. Pomimo tego w latach 80. podejrzewano, że nazwa zespołu stanowi inny zapis sformułowania Pan z U.B.. Wyjaśnienie to spodobało się muzykom.

## Historia
Zespół powstał w 1983 roku w Koszalinie. Pierwszy skład stanowili: Jakub Grabski (bas), Jacek Paprocki (gitara), Jerzy Charkiewicz (gitara), Waldemar Miszczor (perkusja, autor tekstów) oraz Grzegorz Rewers (saksofon). Następnie Charkiewicza zastąpił na gitarze Waldemar Lech, dołączył także Andrzej Donarski – wokalista i gitarzysta grupy Zespół Parkinsona. Pierwszy występ odbył się w grudniu tegoż roku w studenckim klubie „Nurt”. Zespół został zaproszony na sesję nagraniową pierwszego demo, a następnie do zagrania na eliminacjach do Festiwalu w Opolu, czyli w OMPP (Ogólnopolskim Młodzieżowym Przeglądzie Piosenki). Zespół zdobył wiele nagród, m.in. Nagrodę Polskiego Radia, Tonpressu, Pagartu itd. Pierwszy duży koncert grupa zagrała w Hali Ludowej we Wrocławiu z zespołami Lady Pank, Klaus Mitffoch. Latem 1984 r. Mr. Zoob brał udział w FAMIE, w „Kabaretonie” Macieja Zembatego, a także w festiwalu w Jarocinie. Późną jesienią 1984 r. z zespołu odeszli: Andrzej Donarski i Jakub Grabski. Ich miejsce zajęli: basista Piotr Ortel i wokalista Grzegorz Radzimski. W 1985/1986 roku zespół nagrał materiał na pierwszą płytę To tylko ja. Następnie rozpadł się.
W 1993 r. zespół reaktywował się w zmienionym składzie. Do zespołu dołączył Łukasz Poprawski – saksofon. W 1994 r. perkusistę Waldemara Miszczora zastąpił Tomasz „Tośka” Szeląg (z zespołu Gdzie Cikwiaty), a w 1995 do grupy dołączył saksofonista Marcin „Dzidzia” Zabrocki, z którymi zespół nagrał w 1998 r. drugą płytę zespołu Czego się gapisz? W tym samym roku odbył się też benefis 15-lecia Mr. Zooba z udziałem zespołów Voo Voo i Raz, Dwa, Trzy.
W roku 1998 odszedł z zespołu Jacek Paprocki i początkowo zespół grał z jednym gitarzystą – Gilmurem. W 2001 roku w miejsce Jakuba Grabskiego pojawił się Arkadiusz Wójcik – bas i dołączył Witold Poprawski – saksofon, a w 2002 Paweł Tomaszewski – gitara, którego w 2004 roku zastąpił Przemysław Śledź-Śledziuha. W roku 2005 w zespole pojawił się ponownie Waldemar Miszczor (perkusja) i Paweł Postaremczak (saksofon), którego w roku 2008 zastąpił Artur Orłowski.
Na początku 2007 zespół nagrał materiał na nową płytę zatytułowaną Moja głowa. Zawiera ona kilka starszych kompozycji w nowych aranżacjach oraz nowy materiał, który powstał w ciągu ostatnich dwóch lat, nieprezentowany wcześniej na koncertach. Płytę promuje singel „NieAmeryka” prezentujący nowe, odświeżone, nieco ostrzejsze brzmienie zespołu.
Przemysław Śledź odszedł z zespołu w grudniu 2008 r. i w jego miejsce ponownie wrócił do zespołu gitarzysta z pierwszego składu Jacek Paprocki. W czerwcu 2009 roku odszedł z zespołu Andrzej Donarski (wokalista), który założył razem z Przemysławem Śledziem nową formację „Mister z U.B.” Do grupy dołączyli natomiast: nowy wokalista – Radek Czerwiński oraz gitarzysta – Grzegorz Jóźwik. W 2014 roku do zespołu powrócił Andrzej Donarski, jednakże pozostał drugi wokalista – Radek Czerwiński, który wspiera na koncertach zespół co jakiś czas. W 2015 roku na kanale Andrzeja Donarskiego w serwisie YouTube pojawił się utwór grupy „Nuda” („Piosenka miłosna o nudzie”), który pochodzi z płyty „Czego się gapisz?” z 1998 roku.
13 grudnia 2016 zmarł gitarzysta Waldemar Lech.
W latach 2020 i 2021 grupa opublikowała dwa nowe single: Dotykaj mnie oraz Tylko nie płacz.

## Notowane utwory
W latach 1984–1985 szereg utworów Mr. Zooba trafił na listę przebojów Programu Trzeciego (LP3). Największe sukcesy odniosły: „Kartka dla Waldka” (7 tygodni na liście, osiągnięte 7. miejsce),  i „Kawałek podłogi” (11 tygodni, 8. miejsce). Na tej samej liście znalazły się też kompozycje: „A ja się śmieję w głos”, „Czego się gapisz”, „Nie, nie kochaj mnie”, „Tylko jeden krok”. W 1990 utwór „Fala” zadebiutował na 50. pozycji LP3, ale nie pojawił się już w następnych notowaniach. Większe powodzenie miał w 2007 utwór „Ja tu czekam”, który zdołał utrzymać się przez 11 tygodni, docierając do miejsca 23.
W zestawieniu TOP20 Programu Trzeciego największym sukcesem w dorobku zespołu były utwory „Kawałek podłogi” i „Kartka dla Waldka”, które zdobyły odpowiednio 55 i 40 punktów.

## Dyskografia

### Albumy
- To tylko ja (1986)[1]
- Czego się gapisz (1998)
- Kawałek podłogi – Od początku (2008)
- Rock & skaczące piosenki (2008)

### Single
- „A ja się śmieję w głos” / „Yeti” (1984)
- „Nie, nie kochaj mnie” / „Tylko jeden krok” (1985)
- „Mój jest ten kawałek podłogi”, „Krzysiek – Zdzisiek”, „Zęby” (1996)
- "Piosenka miłosna o nudzie" ("Nuda") (1998)
- „Ja tu czekam”
- „To nie jest Ameryka”
- „Kto to jest” (2005)
- „Moja głowa”
- „Dotykaj mnie” (2009)
- „PESEL” (2010)
- „Słońca tylko brak” (2010)
- „Piosenka o nieszkodliwości” (2010)
- „Dotykaj mnie” (2020)[6]
- "Tylko nie płacz" (2021)

### Kompilacje
- Sztuka latania (1985) (Savitor SVT015) – tu znajdują się utwory: „Kawałek podłogi” i „Kartka dla Waldka”

## Obecny skład
- Andrzej Donarski – śpiew
- Jacek Paprocki – gitara
- Mariusz Sochacki – gitara
- Arkadiusz Wójcik – gitara basowa
- Adam Kobas – saksofon
- Waldemar Miszczor – perkusja

Źródło: 